# 德川恆孝
德川恆孝（日语：徳川 恒孝；1940年2月26日—），原名松平恆孝，日本企業家，世界自然基金會日本理事，德川宗家第18代當主，第17代當主德川家正之養子、外祖父和族高祖父。父松平一郎。母德川家正長女松平豊子。

## 簡歷
德川恆孝畢業於學習院大學政經學部。昭和三十八年（1963年）因外祖父兼養父德川家正逝世而繼承德川宗家，次年加入日本郵船。平成十三年（2001年）出任日本郵船副社長。平成十四年（2002年）他辭去日本郵船副社長職位擔任顧問，現在則任職德川紀念財團理事長、橫濱港振興協會會長、世界自然基金會日本代表理事、東京慈惠會會長及斯文會名譽會長。平成二十四年（2012年）成為靜岡商會最高顧問。
2023年1月，德川恒孝以高龄为由，內禪於子德川家廣。德川家廣是一位經濟評論員、翻譯家及作家。

## 著作
- 《江戸の遺伝子　いまこそ見直されるべき日本人の知恵》，PHP研究所出版，2007年
- 《江戸の智恵 「三方良し」で日本は復活する》，養老孟司（日语：養老孟司）合著，PHP研究所出版，2010年
- 《日本人の遺伝子》，PHP研究所出版，2012年